# Marquesado de Cortina
El marquesado de Cortina es un título nobiliario español concedido por el rey Amadeo I de España el 13 de agosto de 1872 mediante real despacho del 11 de enero de 1873, a Manuel Cortina y Rodríguez, ministro plenipotenciario de España en Suiza, en memoria de su padre Manuel María Cortina y Arenzana (1802-1879), ministro de la Gobernación y abogado.

## Denominación
Su nombre hace referencia al primer apellido del primer titular y de su padre.

## Marqueses de Cortina
|                       | Titular                                  | Periodo               |
| Creación por Amadeo I | Creación por Amadeo I                    | Creación por Amadeo I |
| --------------------- | ---------------------------------------- | --------------------- |
| I                     | Manuel Cortina y Rodríguez               | 1872-1880             |
| II                    | Manuela Cortina y Rodríguez              | 1880-1908             |
| III                   | José Gómez-Acebo y Cortina               | 1908-1932             |
| IV                    | José Miguel Gómez-Acebo y Pombo          | 1952-1996             |
| V                     | María Isabel Gómez-Acebo y Villapecellín | 1998-actual titular   |

## Historia de los marqueses de Cortina
- Manuel Cortina y Rodríguez (25 de noviembre de 1828-1880), I marqués de Cortina. Era hijo de Manuel María Cortina y Arenzana y de su esposa Manuela Antonia Rodríguez Ruiz.[3]

Sin descendencia, en 13 de diciembre de 1880, le sucedió su hermana:
- Manuela Cortina y Rodríguez (Sevilla, 3 de abril de 1830-1908), II marquesa de Cortina.[3][4]

Casó con Carlos Espinosa de los Monteros y Azcona. Sin descendencia, le sucedió, por real orden del 16 de mayo de 1908, su sobrino, hijo de su hermana María de los Dolores Cortina y Rodríguez (8 de diciembre de 1831-Madrid, 13 de mayo de 1922)) y de José Manuel Felipe Gómez-Acebo y de la Torre (25 de marzo de 1832-9 de mayo de 1905), con quien caso en 1857, embajador de España en el Reino Unido de Gran Bretaña e Irlanda:
- José Gómez-Acebo y Cortina (Madrid, 22 de diciembre de 1861-Madrid, 26 de diciembre de 1932[7]), III marqués de Cortina,[1] abogado y político español, ministro de Fomento y ministro de Marina durante el reinado de Alfonso XIII, diputado y senador del Reino.

Casó con Margarita Modet y Almagro (Estella, 23 de junio de 1863-Madrid, 31 de diciembre de 1939), hija de Juan Bautista Modet y Eguía, coronel de infantería y diputado a Cortes, y de Felicitas de Almagro y Vega. En 2 de febrero de 1952, le sucedió su nieto, hijo de Miguel Gómez-Acebo y Modet (m. 1936) casado en 1912 con Virginia María del Rosario Pombo e Ibarra:
- José Miguel Gómez-Acebo y Pombo (m. Guadalmina, San Pedro Alcántara, 9 de septiembre de 1996),[9] IV marqués de Cortina.[1][10]

Casó en primeras nupcias con María Isabel Villapecellín López (m. Madrid, 22 de diciembre de 1987), hija de Mariano Villapecellín y Cabezudo (m. 27 de junio de 1941) y de María del Pilar López Nieulant. En segundas nupcias, casó con Inés Fleischner y Pérez de Seoane. Contrajo un tercer matrimonio con Brigitte Harrouart Lavoine Deyeux. Le sucedió en 26 de marzo de 1998 su hija del primer matrimonio:
- María Isabel Gómez-Acebo y Villapecellín (n. 1945), V marquesa de Cortina.[1][12]

Casada con José Manuel Arburúa Aspiunza (1936-Madrid, 10 de febrero de 2023), hijo del ministro Manuel Arburúa de la Miyar y de María del Pilar Aspiunza Sánchez-Lozano. Hijo de este matrimonio es José Manuel Arburúa Gómez-Acebo, casado con Bárbara Cosculluela.